# Lijst van de militaire rangen en insignes van de Italiaanse strijdkrachten tijdens de Tweede Wereldoorlog
Lijst van de militaire rangen en insignes van de Italiaanse strijdkrachten tijdens de Tweede Wereldoorlog van 1939-1945. En de Zwarthemden, een fascistische paramilitaire organisatie van 1939-1943.
| Regio Esercito leger | Regio Esercito leger                                           | Regia Marina marine                                              | Regia Aeronautica luchtmacht                       | Zwarthemden fascistische, paramilitaire organisatie             |
| Koninklijk Italiaans Leger                                                                                                  | Carabinieri                                                    | Regia Marina marine                                              | Regia Aeronautica luchtmacht                       | Zwarthemden fascistische, paramilitaire organisatie             |
| Speciale rangen | Speciale rangen                                                | Speciale rangen                                                  | Speciale rangen                                    | Speciale rangen                                                 |
| --- | -------------------------------------------------------------- | ---------------------------------------------------------------- | -------------------------------------------------- | --------------------------------------------------------------- |
| Eerste maarschalk van het Rijk Primo maresciallo dell'Impero Eerste ere-korporaal van de Zwarthemden Primo Caporale d'Onore |                                                                |                                                                  |                                                    |                                                                 |
| Opperofficier |                                                                |                                                                  |                                                    |                                                                 |
| Maresciallo d'Italia Maarschalk                                                                                             | Maresciallo d'Italia Maarschalk                                | Grande ammiraglio Admiraal                                       | Maresciallo dell'aria Geen equivalent              | Geen insigne Geen equivalent                                    |
| Generale d'armata Generaal                                                                                                  | Generale d'armata Generaal                                     | Ammiraglio d'armata Luitenant-admiraal                           | Generale d'armata aerea Generaal                   | Comandante generale Generaal                                    |
| Generale di corpo d'armata Tenente generale Luitenant-generaal                                                              | Generale di corpo d'armata Tenente generale Luitenant-generaal | Ammiraglio di squadra Ammiraglio ispettore capo Vice-admiraal    | Generale di squadra aerea Luitenant-generaal       | Luogotenente generale capo di stato maggiore Luitenant-generaal |
| Generale di divisione Maggior generale Generaal-majoor                                                                      | Generale di divisione Generaal-majoor                          | Ammiraglio di divisione Ammiraglio ispettore Schout-bij-nacht    | Generale di divisione aerea Generaal-majoor        | Luogotenente generale Generaal-majoor                           |
| Generale di brigata Brigadegeneraal                                                                                         | Generale di brigata Brigadegeneraal                            | Contrammiraglio Commandeur                                       | Generale di brigata aerea Brigadegeneraal          | Console generale Brigadegeneraal                                |
| Hoofdofficier |                                                                |                                                                  |                                                    |                                                                 |
| Colonnello comandante Geen equivalent                                                                                       | Geen insigne Geen equivalent                                   | Geen insigne Geen equivalent                                     | Geen insigne Geen equivalent                       | Geen insigne Geen equivalent                                    |
| Colonnello Kolonel | Colonnello Kolonel                                             | Capitano di vascello Kapitein-ter-zee                            | Colonnello Kolonel                                 | Console Kolonel                                                 |
| Tenente colonnello Luitenant-kolonel                                                                                        | Tenente colonnello Luitenant-kolonel                           | Capitano di fregata Kapitein-luitenant ter zee                   | Tenente colonnello Luitenant-kolonel               | Primo seniore Luitenant-kolonel                                 |
| Maggiore Majoor | Maggiore Majoor                                                | Capitano di corvetta Luitenant ter zee 1e Klasse                 | Maggiore Majoor                                    | Seniore Majoor                                                  |
| Subalterne officier |                                                                |                                                                  |                                                    |                                                                 |
| Primo capitano Geen equivalent                                                                                              | Geen insigne Geen equivalent                                   | Primo Tenente di Vascello Geen equivalent                        | Geen insigne Geen equivalent                       | Geen insigne Geen equivalent                                    |
| Capitano Kapitein | Capitano Kapitein                                              | Tenente di vascello Luitenant ter zee 2e Klasse oudste categorie | Capitano Kapitein                                  | Centurione Kapitein                                             |
| Tenente Eerste luitenant | Tenente Eerste luitenant                                       | Sottotenente di vascello Luitenant ter zee 2e Klasse             | Tenente Eerste luitenant                           | Capo manipolo Eerste luitenant                                  |
| Sottotenente Tweede luitenant                                                                                               | Sottotenente Tweede luitenant                                  | Sottotenente Luitenant ter zee 3e Klasse                         | Sottotenente Tweede luitenant                      | Sotto capo manipolo Tweede luitenant                            |
| Onderofficieren |                                                                |                                                                  |                                                    |                                                                 |
| Aspirante Vaandrig | Geen insigne Geen equivalent Kornet                            | Aspirante Guardiamarina Vaandrig                                 | Geen insigne Geen equivalent Adelborst             | Geen insigne Geen equivalent                                    |
| Aiutante di battaglia Geen equivalent                                                                                       | Geen insigne Geen equivalent                                   | Geen insigne Geen equivalent                                     | Geen insigne Geen equivalent                       | Geen insigne Geen equivalent                                    |
| Maresciallo maggiore Adjudant-onderofficier                                                                                 | Maresciallo maggiore Adjudant-onderofficier                    | Capo di prima classe Adjudant-onderofficier                      | Maresciallo di prima classe Adjudant-onderofficier | Primo aiutante Adjudant-onderofficier                           |
| Maresciallo capo Sergeant-majoor                                                                                            | Mresciallo capo Opperwachtmeester                              | Capo di seconda classe Sergeant-majoor                           | Mresciallo di seconda classe Sergeant-majoor       | Aiutante capo Sergeant-majoor                                   |
| Maresciallo ordinario Geen equivalent                                                                                       | Maresciallo ordinario Geen equivalent                          | Capo di terza classe Geen equivalent                             | Maresciallo di terza classe Geen equivalent        | Aiutante Geen equivalent                                        |
| Sergente maggiore Sergeant der 1e Klasse                                                                                    | Brigadiere Wachtmeester der 1e Klasse                          | Secondo capo Sergeant                                            | Sergente maggiore Sergeant der 1e Klasse           | Primo capo squadra Sergeant der 1e Klasse                       |
| Sergente Sergeant | Vice brigadiere Wachtmeester                                   | Sergente Sergeant                                                | Sergente Sergeant                                  | Capo squadra Sergeant                                           |
| Manschappen |                                                                |                                                                  |                                                    |                                                                 |
| Caporale maggiore Korporaal der 1e Klasse                                                                                   | Geen insigne Geen equivalent Marechaussee der 1e Klasse        | Sottocapo Korporaal der 1e Klasse                                | Primo aviere Korporaal der 1e Klasse               | Vice capo squadra Korporaal der 1e Klasse                       |
| Caporale Korporaal | Geen insigne Geen equivalent                                   | Geen insigne Geen equivalent                                     | Aviere scelto Korporaal                            | Camicia nera scelta Korporaal                                   |
| Geen insigne Geen equivalent Soldaat der 1e Klasse                                                                          | Appuntato Marechaussee der 2e Klasse                           | Comune di prima classe Matroos der 1e Klasse                     | Geen insigne Geen equivalent                       | Camicia nera Soldaat der 1e Klasse                              |
| Geen insigne Soldato Soldaat der 2e Klasse                                                                                  | Geen insigne Carabiniere Marechaussee der 3e Klasse            | Geen insigne Comune di seconda classe Matroos der 2e Klasse      | Geen insigne Aviere Soldaat der 2e Klasse          | Geen insigne Legionario Soldaat der 2e Klasse                   |